# Un traïdor com els nostres
Un traïdor com els nostres (títol original en anglès, Our Kind of Traitor) és una pel·lícula de thriller d'espionatge britànic del 2016 dirigida per Susanna White i escrita per Hossein Amini, basada en la novel·la homònima de John le Carré del 2010. Protagonitzada per Ewan McGregor, Naomie Harris, Stellan Skarsgård, Damian Lewis i Alicia von Rittberg, la pel·lícula es va estrenar al Regne Unit el 13 de maig de 2016 a càrrec d'StudioCanal. S'ha doblat i subtitulat al català.
El rodatge principal va començar el 26 de març de 2014 i va continuar durant deu setmanes. Les ubicacions van incloure Londres i els seus suburbis, Finlàndia, Berna, París, els Alps francesos i Marràqueix. Le Carré va ser productor executiu i també fa un cameo a la pel·lícula com a acomodador al Museu Einstein.
El novembre de 2015, Lionsgate va adquirir els drets de distribució estatunidencs de la pel·lícula.